# وراچیت کانیتسریبامپن
وراچیت کانیتسریبامپن (تایلندی: วรชิต กนิตศรีบำเพ็ญ؛ زادهٔ ۲۴ اوت ۱۹۹۷) بازیکن فوتبال اهل تایلند است.
از باشگاه‌هایی که در آن بازی کرده‌است می‌توان به باشگاه فوتبال چونبوری اشاره کرد.
وی همچنین در تیم‌های ملی فوتبال زیر ۲۳ سال تایلند و تایلند بازی کرده‌است.